# Neuer Teich (Ballenstedt)
Der Neue Teich, auch als Oberteich bezeichnet, ist ein denkmalgeschützter Teich in Ballenstedt in Sachsen-Anhalt.
Der Kunstteich liegt am südlichen Stadtrand Ballenstedts, nördlich der Straße Am Kaufberg. Auf seiner Westseite verläuft der Bach Getel. Unmittelbar südlich des Teichs führt der Selketalstieg entlang. Im Teich besteht eine kleine Insel.
Der Neue Teich entstand im Zuge der Anlage der örtlichen Wasserregulierung Ballenstedts. Inzwischen ist er Teil der parkartigen Umgebung.
Im örtlichen Denkmalverzeichnis ist der Kunstteich unter der Erfassungsnummer 094 50200 als Baudenkmal verzeichnet.